# Gianna Nannini
Gianna Nannini (Siena, 14 giugno 1954) è una cantautrice italiana.

## Biografia

### L'infanzia e la giovinezza
È nata a Siena il 14 giugno 1954 ed è una contradaiola dell'Oca. Il padre Danilo Nannini (1921-2007) era un noto industriale dolciario, per diversi anni presidente del Siena e a più riprese Priore della Contrada della Civetta; la madre era Giovanna Cellesi (1923-2014). È sorella maggiore dell'ex pilota di Formula 1 Alessandro Nannini e minore di Guido, prima impegnato nell'alta moda, successivamente nell'industria di famiglia. Ha frequentato il liceo scientifico e studiato pianoforte a Lucca. Durante gli studi ha lavorato nella pasticceria di famiglia, dove un incidente con un ingranaggio di un macchinario le ha causato il distacco di due falangi della mano sinistra.

### Gli esordi
Inizia a presentarsi a varie case discografiche in Italia tra Roma e Milano, e dopo aver rifiutato un contratto all'Ariston, che voleva trasformarla in una cantante più tradizionale, cattura l'attenzione di Claudio Fabi e Mara Maionchi della Numero Uno. I due l'affiancano a Gino Mescoli, che la scrittura come voce femminile del gruppo Flora Fauna Cemento (guidato da Mario Lavezzi), con i quali scrive e incide il lato B (Stereotipati noi) del 45 giri Congresso di filosofia, e con cui partecipa a Un disco per l'estate 1974.
Dopo aver militato nei Flora Fauna Cemento, torna da Fabi, che nel 1976 le produce il primo album Gianna Nannini, uscito su etichetta Ricordi, di cui la Nannini è autrice di testi e musiche. Nelle tematiche trattate si avverte una forte componente femminista (per esempio nel brano Morta per autoprocurato aborto), motivo per cui viene infatti invitata a molti festival organizzati dal movimento. Fabi resta con la Nannini anche per il successivo Una radura..., nel quale si segnala la collaborazione con la PFM in tre brani (Basta, Frenesia e Riprendo la mia faccia).

### Gli anni ottanta

#### Il successo discografico
Il primo grande successo discografico della Nannini è il singolo America, uscito nel 1979 e inserito nell'album California, prodotto da Michelangelo Romano, che apre alla cantante toscana le porte del mercato europeo. La copertina di California raffigura la Statua della libertà che impugna un vibratore a stelle e strisce.
Nel 1981 esce G.N., prodotto da Roberto Cacciapaglia, e il singolo estratto Vieni ragazzo la vede partecipare per la prima volta al Festivalbar 1981, dove si classifica seconda. Nello stesso anno si affianca al manager svizzero Peter Zumsteg, che resterà al suo fianco per ben ventitré anni, con cui fonda l'etichetta Gienne ed entra in contatto con molti produttori internazionali. Lo stesso anno scrive la colonna sonora del film Sconcerto Rock di Luciano Manuzzi: Ora è l'unico pezzo cantato.
Nel 1982, con il produttore Conny Plank, sigla l'album Latin Lover, che conferma il successo europeo del rock della Nannini, specialmente in Germania: il 12 ottobre tiene un concerto al Rockpalast di Essen che avrà grande risonanza, tanto che il disco, uscito in quei giorni, arriva a vendere circa 250 000 copie. Nel 1983 interpreta Titania nel film Sogno di una notte d'estate di Gabriele Salvatores, e assieme a Mauro Pagani ne scrive anche la colonna sonora (tra cui i brani Lontano e La luna).

#### Il successo:Fotoromanza
Nel 1984 esce Puzzle, il suo sesto disco, ed è il successo. Realizza il video di Fotoromanza (per la regia di Michelangelo Antonioni), per poi partire con un tour europeo di grande successo. Inoltre partecipa al Montreux Jazz Festival. Tra agosto e ottobre è in tour nelle maggiori città italiane: una quarantina di concerti con un totale di circa 300 000 spettatori. Fotoromanza, aiutato dal video, si piazza al primo posto della classifica per due mesi, mentre Puzzle resiste per sei mesi fra i primi dieci album più venduti della hit-parade italiana.
Il disco è nei primi posti delle classifiche anche in Germania, Austria e Svizzera, dove la Nannini riceve due dischi d'oro. Con Fotoromanza, la Nannini vince il Festivalbar, Vota la voce e il Telegatto d'oro per il miglior testo dell'anno: ciononostante, parte della critica ha sottolineato un'eccessiva melodicità e commercialità del brano, e alla cantante una sorta di tradimento delle sue origini rock. Nel 1985 esce il doppio LP Tutto live, il suo primo disco dal vivo con registrazioni tratte dai concerti di Berlino, Montreux, Siena, Locarno e Dortmund. In estate è ancora in tour in Italia.

#### Profumo,Maschi e altrieMalafemmina
Nel 1986 esce l'album Profumo, che, trainato dalla canzone Bello e impossibile, si aggiudica due dischi di platino in Italia, uno in Austria, uno in Svizzera e un disco d'oro in Germania. Nel 1987 vende oltre un milione di copie con la compilation Maschi e altri: la nuova hit I maschi viene presentata in anteprima al World Popular Song Festival di Tokyo.
Il 1º maggio 1987 si esibisce con Sting e Jack Bruce nell'Opera da tre soldi (di Bertold Brecht e Kurt Weill) alla Schauspielhaus di Amburgo. Nell'aprile del 1987 in Grecia il singolo Profumo balza in testa alle classifiche, mentre il video, giudicato scandaloso, è censurato in occasione della Pasqua ortodossa. Nell'autunno 1988 esce Malafemmina, prodotto da Alan Moulder: il disco è anticipato in estate dal singolo Hey bionda (sigla del Festivalbar), che prende di mira le donne militari.

### Gli anni novanta
Nel 1989 registra insieme a Edoardo Bennato Un'estate italiana, canzone ufficiale dei Mondiali di calcio di Italia '90. In autunno esce l'album Scandalo, che segna l'inizio della collaborazione della Nannini col produttore Dave M. Allen (The Cure). Con Piero Pelù firma Madonna welt e Spiriti amanti, mentre con Roberto Vecchioni firma Sorridi e Due ragazze in me. Su Fiori del veleno, Spider Stacy dei Pogues suona il flauto. Nello stesso anno partecipa, inoltre, al progetto di Roberto Cacciapaglia, Un giorno X, opera video con la partecipazione dell'"Orchestra dei Pomeriggi Musicali".
Nel 1991 esce il suo secondo album live, Giannissima, e intraprende un tour estivo in Italia, con parecchie date al sud. Il 18 maggio 1991 partecipa al progetto "Cantar Toscano", all'Università di Siena, dove si esibisce su brani della tradizione popolare toscana. Nel 1993 esce X forza e X amore, prodotto con Allen: il relativo tour avverrà nei club ad eccezione di un concerto ad Alessandria, a favore di Greenpeace. Il singolo di apertura del disco, nonché tormentone dell'estate dello stesso anno, è Radio Baccano cantato insieme a Jovanotti con cui partecipa anche al Festivalbar.
Nel 1994 si laurea presso la facoltà di Lettere e Filosofia dell'Università di Siena con il massimo dei voti e la lode: la tesi discussa ha il titolo Il corpo nella voce ed è stata proprio la forte esperienza professionale sul palco a spingere l'artista ad approfondire con questo studio le correlazioni tra corpo, gestualità e canto, con riferimento a Janis Joplin, le donne della tammuriata e quelle del Nepal. Il 1º maggio, si esibisce nel tradizionale concerto in Piazza San Giovanni a Roma, dove presenta in anteprima Ottava vita. L'anno seguente, su iniziativa di Greenpeace, si arrampica su un balcone di Palazzo Farnese, sede dell'ambasciata francese, e improvvisa un concerto di protesta contro la decisione del governo transalpino di riprendere gli esperimenti nucleari nell'atollo di Mururoa, cantando Un'estate italiana e la versione italiana di Giorgio Calabrese de Il disertore di Boris Vian.
Nel 1995 esce Dispetto, prodotto con Allen: l'album è anticipato dal fortunato singolo Meravigliosa creatura, trasmesso in tutte le radio dopo la mezzanotte del 1º gennaio 1995. Nell'album, la Nannini riscopre la sua vena rock primordiale, ma anche la tradizione toscana in pezzi come Ottava vita (che contiene una citazione del Lamento del carbonaio) e 500 anni (che contiene, invece, una citazione di 500 catenelle d'oro, altro pezzo popolare toscano). Al disco collaborano, fra gli altri: Mara Redeghieri degli Üstmamò (coautrice di quasi tutti i testi), Francesco De Gregori (che scrive il testo di Ninna nera) e Dave Stewart. L'album contiene anche una cover di Luigi Tenco, Lontano, lontano, riletta in chiave rock.
Nel 1996 esce la sua seconda antologia, intitolata Bomboloni: al videoclip del singolo omonimo, partecipa anche il fratello Alessandro. Nel 1997 partecipa al progetto "Short Opera", in cui è coinvolto anche Andrea Bocelli. Nel settembre 1998 esce Cuore, prodotto da Fabrizio Barbacci. Nei primi mesi del 1999, esce il videoclip di Un giorno disumano, che verrà censurato per le scene molto crude. Il Cuore Tour sarà uno dei primi concerti in diretta online.

### Il nuovo millennio
Nel 2000 ha realizzato la colonna sonora del film d'animazione di Enzo d'Alò, Momo alla conquista del tempo. Nel 2002 ha pubblicato Aria, a cui ha collaborato la scrittrice Isabella Santacroce per i testi, dai temi decisamente goth. Nel 2004 è uscito Perle, album totalmente acustico per cui ha ripreso brani del suo repertorio, eccetto il singolo di punta Amandoti, cover dei CCCP Fedeli alla linea. Il disco ha riscosso un buon successo e il Perle Tour ha visto la Nannini esibirsi con due pianoforti insieme a Christian Lohr e ai Solis String Quartet, un quartetto d'archi napoletano.

#### Il successo diGrazie
Nel febbraio 2006 è uscito l'album Grazie, che ha riportato la Nannini al primo posto in classifica dopo sedici anni. Il successo dell'album, che alla fine dell'anno è risultato il più venduto in Italia con circa 400 000 copie vendute, è dovuto al forte impatto commerciale del brano Sei nell'anima, inserito nella colonna sonora del film Manuale d'amore 2 - Capitoli successivi di Giovanni Veronesi.
Alla fine di maggio 2006 è uscito nelle radio il secondo singolo, Io, che ha partecipato anche al Festivalbar, dove l'album Grazie ha vinto il premio come "Miglior album dell'anno". Ad agosto ha ricevuto il "Riccio d'argento" di "Fatti di Musica", la rassegna di Ruggero Pegna, come "Miglior live dell'anno". Nell'ottobre del 2006 è stato lanciato il terzo singolo, la title track Grazie, che ha fatto da colonna sonora al film Quale amore di Maurizio Sciarra. Lo stesso anno interpreta la canzone Ama, credi e vai assieme ad Andrea Bocelli. Del brano è stato pubblicato un singolo.

#### Pia come la canto io,GiannaBesteGiannaDream
Nel febbraio 2007 è morto il padre Danilo, al quale la cantante aveva dedicato il brano Babbino caro, simbolo della loro riappacificazione dopo un periodo conflittuale. A marzo ha partecipato al Festival di Sanremo in qualità di superospite, per presentare l'opera rock da lei realizzata, intitolata La Pia de' Tolomei, ispirata al personaggio della Divina Commedia di Dante Alighieri. Anticipato dal singolo Mura Mura, viene pubblicato a fine aprile Pia come la canto io, l'album dell'opera, prodotto dalla stessa Nannini con Will Malone. Lo stesso anno ha preso parte all'album Danson metropoli - Canzoni di Paolo Conte degli Avion Travel, dove canta Elisir assieme a Paolo Conte.
Alla fine dello stesso anno è uscito GiannaBest, doppio album contenente ventisei suoi successi e tre inediti. Nel disco sono inoltre presenti la nuova versione di Meravigliosa creatura realizzata con gli archi di Malone e il brano Possiamo sempre, remixato da Alan Moulder. L'album comprende anche il brano Sola con la vela, il primo scritto da adolescente nel 1971 e con cui si presentava ai concorsi per voci nuove. Di quest'album il primo singolo estratto è Suicidio d'amore, uscito in radio il 12 ottobre 2007. Anche gli altri due inediti sono stati estratti come singoli: Pazienza (scelto come colonna sonora del film Riprendimi) e Mosca cieca, supportato da un videoclip diretto da Tim Pope e girato a Praga.

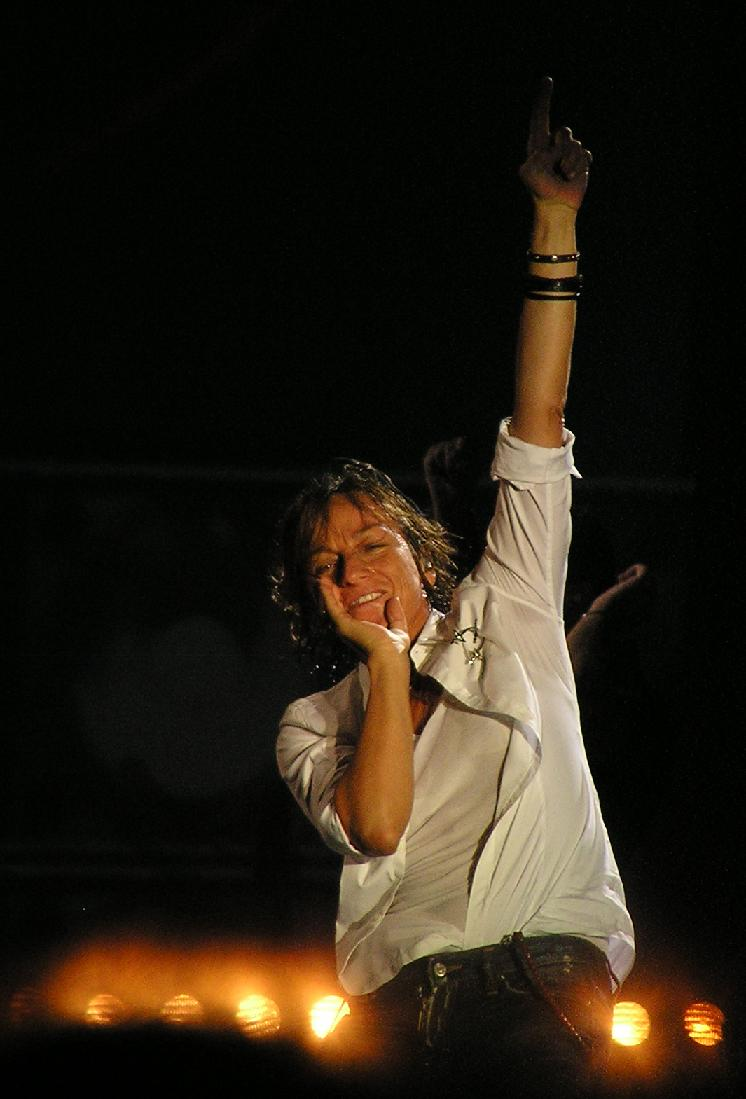
Gianna Nannini nel 2008

Nel 2008 la canzone Colpo di fulmine, scritta dalla Nannini per Giò Di Tonno e Lola Ponce, ha vinto il Festival di Sanremo 2008, ma è stata subito accusata di plagio perché il ritornello del brano ricorda la melodia di Dreaming, brano del 2006 scritto da Umberto D'Auria, il quale sostiene averlo pubblicato nello stesso anno sul suo Myspace. Tuttavia, nonostante la tesi di D'Auria sia stata sostenuta anche da un servizio del programma Le Iene, manca ancora un pronunciamento ufficiale della magistratura che stabilisca se si tratti effettivamente di plagio o di mera somiglianza.
Lo stesso anno ha partecipato al singolo di Fabri Fibra In Italia e al singolo di Pacifico, Tu che sei parte di me. In estate ha aperto i concerti dei Bon Jovi in Germania durante il loro Lost Highway Tour. Il 27 marzo 2009 esce il nuovo album Giannadream - Solo i sogni sono veri, contenente il primo duetto al femminile per la Nannini. Il primo singolo Attimo viene firmato con Pacifico e presenta il contributo vocale di Valeria Solarino, mentre Maledetto ciao viene estratto come secondo singolo. Il terzo singolo estratto è stato Sogno, tra l'altro colonna sonora del film Viola di mare con Valeria Solarino. Il quarto singolo Salvami è in duetto con la collega e cantautrice soul Giorgia Todrani.
Da un'idea di Jovanotti e Giuliano Sangiorgi, la Nannini, insieme a molti nomi importanti della musica italiana, si è impegnata nella registrazione di Domani 21/04.2009, canzone il cui ricavato è andato ai terremotati dell'Abruzzo. Il 21 giugno 2009 ha cantato davanti a 60 000 persone allo Stadio Giuseppe Meazza di Milano, esibendosi come ultima cantante dopo Laura Pausini, Giorgia, Elisa, Fiorella Mannoia e altre quaranta donne per la causa amiche per l'Abruzzo. Il live è stato trasmesso su dodici radio a reti unificate, con oltre 30 000 000 di ascoltatori, dal quale è stato prodotto un DVD.
Il 13 settembre 2009 ha tenuto un concerto di rock sinfonico all'Arena di Verona davanti a oltre 12 000 persone, insieme alla London Studio Orchestra di Will Malone. Dal concerto sono stati tratti tre brani live inseriti nell'album Extradream. Sono state vendute più di 400 000 copie dell'album Gianna Dream. Il 28 maggio 2010, la Nannini ha partecipato al Wind Music Awards, dove oltre a cantare Sei nell'anima, ha duettato con Giorgia, ricevendo il premio da Catherine Spaak per l'album Gianna Dream e ha premiato Emma, vincitrice della nona edizione di Amici di Maria De Filippi.

#### La maternità eIo e te
Il 23 agosto 2010 diventa di pubblico dominio il suo stato di gravidanza all'età di 56 anni, scatenando un dibattito sull'opportunità di avere figli in età avanzata. In un'intervista al settimanale TV Sorrisi e Canzoni, la cantante replica alle critiche: «All'improvviso tutti si sono dimenticati della libertà e del diritto che ha ciascuno di noi di fare quello che vuole, quando e con chi vuole». Nella stessa intervista dichiara che la figlia Penelope avrà un "battesimo rock". Come dichiarato dal ginecologo Augusto Enrico Semprini, la cantante non ha subito alcuna ovodonazione.
Il 26 novembre 2010 dà alla luce la figlia Penelope nella clinica la Madonnina di Milano, e il 3 dicembre viene diffuso il singolo Ogni tanto, che anticipa l'uscita del disco di inediti Io e te ottenendo subito buone vendite, raggiungendo la terza posizione della classifica italiana dei singoli. Pubblicato l'11 gennaio 2011 dalla Sony, è stato registrato a Londra in gran parte presso gli Abbey Road Studios. Il 4 marzo 2011 viene pubblicato il secondo singolo intitolato Ti voglio tanto bene, seguito a giugno da Perfetto.
A una settimana dalla sua uscita, l'album Io e te esordisce al primo posto in classifica FIMI come album più venduto, passando al secondo posto dopo due settimane. Il 29 aprile parte Io e te Tour 2011 con 24 tappe italiane, e 14 sparse per tutta Europa, tra cui Londra, Locarno (dove canterà con Joe Cocker), Vienna, Linz, Berlino, Zurigo, Monaco. Il 14 ottobre esce in radio l'inedito Mai per amore, che anticipa l'uscita di due cofanetti Io e te - Deluxe Edition e Io e te - Live Edition. A novembre viene pubblicato l'album Inedito di Laura Pausini con il duetto omonimo con Gianna Nannini. Viene registrato il brano anche in lingua spagnola con il titolo Inédito (Lo exacto opuesto de ti). Il 19 novembre riceve il premio Pyramide con Mani consegnato all'interno del Charity Gala dell'UNESCO a Düsseldorf. La motivazione di questo premio: Nonostante la sua straordinaria carriera non ha mai dimenticato le persone non privilegiate.

#### Inno

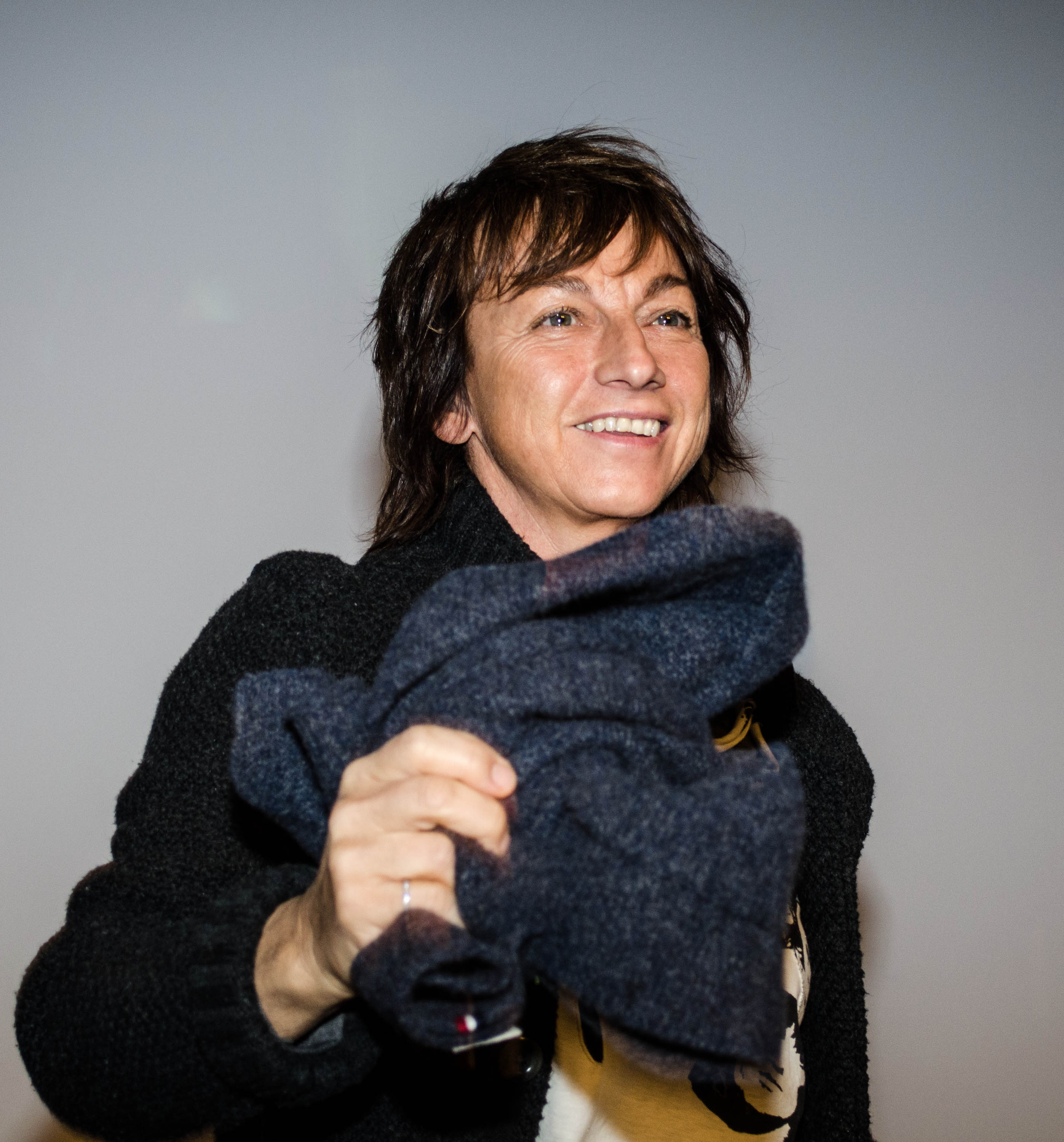
Gianna Nannini al Premio Chiara 2013

Per tutto il 2012 Gianna Nannini non si esibisce in tour, ma si dedica alla figlia e alla preparazione del nuovo album. Il 15 novembre riceve il Premio Elsa Morante consegnato da Dacia Maraini. «Per la narratività luminosa delle sue canzoni, veicolo di emozioni nel senso più morantiano del termine.» Il 26 novembre, giorno del compleanno della figlia Penelope, viene annunciato l'album di inediti dal titolo Inno, che verrà pubblicato in Italia il 15 gennaio 2013 anticipato il 7 dicembre 2012 dal singolo La fine del mondo a cui seguiranno nel corso del 2013 il secondo singolo Nostrastoria, il cui testo è scritto insieme a Tiziano Ferro, e successivamente Indimenticabile, Scegli me, In the Rain e la titletrack Inno. L'album entra al primo posto in classifica FIMI nella prima settimana di rilevazione. Il 7 ottobre 2013 l'album Inno viene certificato dalla FIMI disco di platino. Ad aprile 2013 parte da Roma l'Inno Tour 2013. In un'intervista poco prima dell'uscita del disco, Gianna afferma che nei cori (novità introdotta nel suo sound proprio grazie a questo album) che supportano lo special del brano Inno, c'è anche la voce del regista e amico Giovanni Veronesi.
Sempre nel 2013 viene insignita del premio "Le parole della musica" dell'associazione Amici di Piero Chiara. Il 17 dicembre viene scelta come testimonial per il progetto per Siena capitale europea della cultura 2019. Nell'aprile 2014 è accusata di evasione fiscale per una somma pari a 3.750.000€, ragione per cui le viene confiscata una villa con scuderia a Siena; il procedimento penale si è concluso col patteggiamento della pena di un anno e due mesi di reclusione, sospesa con la condizionale. È anche autrice del brano Bellissimo, presentato al Festival di Sanremo 2013 da Marco Mengoni.
Il 31 maggio 2014, in occasione del concerto di beneficenza Sardegna chi_ama, tenutosi a Cagliari a seguito dell'alluvione che colpì la Sardegna nel novembre 2013, Gianna Nannini è presente sul palco interpretando No potho reposare e altri successi del suo repertorio portando così il suo contributo all'evento benefico ideato dal jazzista Paolo Fresu al quale hanno partecipato diversi personaggi del mondo musicale, teatrale e televisivo.

#### Hitalia, il nuovo album di cover
A ottobre 2014 viene annunciato il nuovo album di Gianna Nannini, in uscita il 1º dicembre 2014 con il titolo Hitalia (titolo composto da hit, e Italia). In questo album Gianna fa sue e reinterpreta 17 canzoni che hanno contribuito a fare la storia della musica italiana del Novecento. Viene inoltre annunciata l'uscita, prevista per il 7 novembre 2014, del primo singolo estratto da Hitalia: Lontano dagli occhi, una rivisitazione in chiave rock del brano di Sergio Endrigo del 1969. Di Lontano dagli occhi, è stato girato un video ambientato in Sicilia, nella Valle dei Templi di Agrigento, presente dal 12 novembre 2014 sul canale YouTube di Gianna Nannini e sulla sua pagina Vevo. Ospiti dell'album sono: Gino Paoli, Vasco Rossi e Massimo Ranieri. Il primo canta insieme a Gianna in Il cielo in una stanza, il secondo fa una breve apparizione "vocale" in C'è chi dice no e il terzo accompagna Gianna in 'O sole mio.
Il 14 febbraio 2015 è ospite durante l'ultima serata del Festival di Sanremo condotto da Carlo Conti, esibendosi con L'immensità di Don Backy e Sei nell'anima (era previsto un duetto con Massimo Ranieri, annullato per motivi di salute).

#### Hitstory: ideale compimento diHitaliache ripercorre una carriera di successi
Il 18 settembre 2015 esce in rotazione radiofonica Vita nuova, singolo che anticipa l'album Hitstory, inizialmente annunciato per il 6 novembre 2015 ma uscito anticipatamente il 30 ottobre. Dopo 11 mesi dall'uscita di Hitalia e dopo due anni di "silenzio" rispetto alla pubblicazione di inediti, Gianna realizza questa nuova canzone per il cui testo si è avvalsa della collaborazione del poeta Pasquale Panella. Il nuovo album, Hitstory, raccoglie molti successi di Gianna, da Come un angelo, brano del 1975, per giungere al 2015 con i quattro inediti Vita nuova, Tears, Amica mia e Mama, la cover di Ciao amore, ciao (la quale va a completare idealmente il precedente progetto discografico, Hitalia) e le due rivisitazioni di Amandoti e di Un'estate italiana.

#### Amore gigantee altre attività
Il 22 novembre 2016, Nannini ha pubblicato il suo secondo libro, l'autobiografia Cazzi miei, mentre nel 2017 si è trasferita a Londra. Nella sua autobiografia, l'artista ha effettuato il proprio coming out, dichiarando di avere una figlia, Penelope, e di convivere con una compagna a Londra, dove le coppie LGBT erano meglio tutelate. Tuttavia, alcuni anni dopo, ha dichiarato di essere rientrata in Italia, stabilendosi a Milano, e di essersi recata a Londra solo per le fasi di registrazione dei suoi dischi.
Il 15 settembre 2017, Nannini ha pubblicato il singolo Fenomenale, che ha anticipato il suo diciannovesimo album in studio Amore gigante, uscito il 27 ottobre dello stesso anno. L'8 dicembre 2017, ha pubblicato il singolo Cinema, secondo estratto dall'album, mentre il 30 marzo 2018 ha pubblicato il singolo Amore gigante, terzo estratto dal disco omonimo.
Il 24 agosto 2018, ha collaborato con Enrico Nigiotti al singolo Complici; quindi, il 2 settembre, ha ricevuto a La Spezia il "Premio Lunezia Rock d'autore" per la qualità musicale e letteraria delle sue opere.

#### La differenzaeSei nel l'anima
Nel 2019 decide di affittare uno studio sulla Gloucester Road di Londra dove compone, in soli tre mesi, il suo ventesimo album in studio che intitolerà La differenza. L’album viene in seguito registrato a Nashville negli studi Blackbird di John McBride.
Il primo singolo estratto dall'album è La differenza, pubblicato l'11 ottobre 2019. Contenuta all'interno delle tracce vi è anche la collaborazione con il cantautore e rapper italiano Coez nel brano Motivo.
Motivo è anche il secondo estratto dall’album, pubblicato il 3 gennaio 2020. Il 1º maggio 2020, invece, viene pubblicato il terzo estratto dall’album, Assenza. L’11 dicembre esce il quarto estratto L'aria sta finendo. 
Nell'estate del 2021 intraprende un tour dal titolo Piano forte Tour 2021 dove si esibisce in versione acustica nei Teatri all'aperto di tuttaItalia le cui registrazioni sono state prodotte da Gianni Salvioni. Il 10 dicembre 2021 pubblica Diamante in duetto con Francesco De Gregori, cover della hit incisa originariamente da Zucchero.
L'11 giugno 2022 si è esibita nel corso del concerto benefico contro la violenza sulle donne Una. Nessuna. Centomila tenutosi al Campovolo di Reggio Emilia, assieme a Elisa, Giorgia, Emma, Alessandra Amoroso, Fiorella Mannoia e Laura Pausini.
Il 6 gennaio 2024, pubblica il singolo Silenzio, primo estratto dal suo album in studio Sei nel l'anima, poi pubblicato il 22 marzo seguente. Nel febbraio dello stesso anno, partecipa al 74º Festival di Sanremo in qualità di ospite nella serata cover, esibendosi insieme a Rose Villain in un medley dei suoi successi (Scandalo, Meravigliosa creatura, Sei nell'anima). Il 2 maggio dello stesso anno, viene distribuito in esclusiva su Netflix il film biografico Sei nell'anima, diretto da Cinzia TH Torrini e tratto dall'autobiografia dell'artista Cazzi miei, pubblicata in origine nel 2016.
Il 9 maggio 2025 è stato pubblicato il nuovo singolo Panorama.

## Discografia

### Album in studio
- 1976 – Gianna Nannini (Ricordi)
- 1977 – Una radura... (Ricordi)
- 1979 – California (Ricordi)
- 1981 – G.N. (Ricordi)
- 1982 – Latin Lover (Ricordi)
- 1984 – Puzzle (Ricordi)
- 1986 – Profumo (Ricordi)
- 1988 – Malafemmina (Ricordi)
- 1990 – Scandalo (Ricordi)
- 1993 – X forza e X amore (Ricordi)
- 1995 – Dispetto (Polydor Records)
- 1998 – Cuore (Polydor Records)
- 2001 – Momo alla conquista del tempo (Universal Music)
- 2002 – Aria (Polydor Records)
- 2006 – Grazie (Polydor Records)
- 2007 – Pia come la canto io  (Polydor Records)
- 2009 – Giannadream - Solo i sogni sono veri  (Sony Music)
- 2011 – Io e te (Sony Music)
- 2013 – Inno (Sony Music)
- 2014 – Hitalia (Sony Music)
- 2017 – Amore gigante (Sony Music)
- 2019 – La differenza (Sony Music)
- 2024 – Sei nel l'anima (Sony Music)

### Raccolte
- 1987 – Maschi e altri (Ricordi)
- 1996 – Bomboloni  (Polydor)
- 2004 – Perle (Polydor)
- 2007 – GiannaBest (Polydor)
- 2015 – Hitstory  (Sony Music)

### Album dal vivo
- 1985 – Tutto live  (Ricordi)
- 1991 – Giannissima (Ricordi)
- 2011 – Io e te Live  (Sony Music)

## Filmografia
- Sconcerto Rock, regia di Luciano Manuzzi (1982)
- Sogno di una notte d'estate, regia di Gabriele Salvatores (1983)
- Genitori & figli - Agitare bene prima dell'uso, regia di Giovanni Veronesi (2010)
- Sei nell'anima, regia di Cinzia TH Torrini – film biografico (2024)
- Vita da Carlo 3 - serie TV (2024) - cameo

## Opere letterarie
- Gianna Nannini, Io, a cura di Pino Casamassima, Milano, Rizzoli, 2006, ISBN 978-88-17-00717-7.
- Gianna Nannini, Cazzi miei, Mondadori editore, 2016.